# Michael Neuman

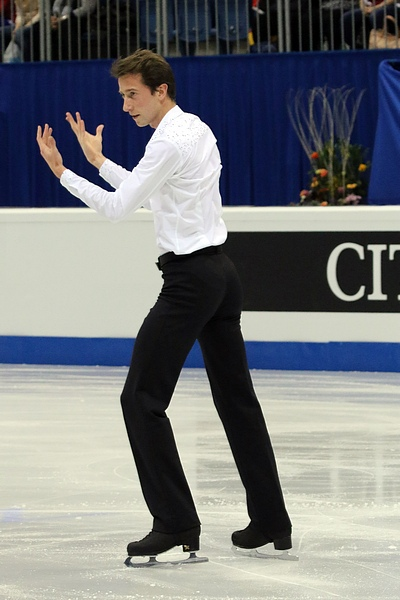
Neuman - 2016 Euro - 1

Michael Neuman, född 3 juni 1990 i Stockholm, är en slovakisk idrottare som tävlar i konståkning. Han är slovakisk mästare säsongen 2015/2016 samt 2017/2018, vilket gett honom möjligheten att representera Slovakien internationellt i konståkning.
Neuman är född och uppvuxen i Stockholm med föräldrar från Tjeckoslovakien. Han har två bröder (Daniel, Marcel) och två systrar (Nicole, Sara).
År 2015 erhöll Michael Neuman slovakiskt medborgarskap och fick möjligheten att representera Slovakien idrottsligt, vilket slovakiska konståkningsförbundet tillät.

## Program
| Säsong    | Kortprogram                                  | Friprogram                                                       | Exhibition |
| --------- | -------------------------------------------- | ---------------------------------------------------------------- | ---------- |
| 2015–2016 | - „Warsaw Concerto“ Musik: Richard Addinsell | - „Sarabande“ Musik: Escale - „Händel’s Sarabande“ Musik: Maksim |            |

## Tävlingsresultat[1]

### Senior
| Internationellt                                                                                        | Internationellt | Internationellt | Internationellt | Internationellt | Internationellt | Internationellt | Internationellt | Internationellt | Internationellt | Internationellt |
| Podujatie                                                                                              | 2010 – 11       | 2011 – 12       | 2012 – 13       | 2013 – 14       | 2014 – 15       | 2015 – 16       | 2016 - 17       | 2017 - 18       | 2018 - 19       | 2019 - 20       |
| --- | --------------- | --------------- | --------------- | --------------- | --------------- | --------------- | --------------- | --------------- | --------------- | --------------- |
| Världsmästerskap                                                                                       |                 |                 |                 |                 |                 |                 |                 |                 |                 |                 |
| Europamästerskap                                                                                       |                 |                 |                 |                 |                 | 34              | 34              | 29              | 35              | 32              |
| CS Warsaw Cup                                                                                          |                 |                 |                 |                 |                 | 12              | 18              |                 |                 |                 |
| CS Memorial Ondrej Nepela                                                                              |                 |                 |                 | 14              |                 | 12              | 14              | 17              |                 |                 |
| Coupe Du Printemps                                                                                     |                 | 8               |                 |                 |                 |                 |                 | 11              |                 |                 |
| Nordic Championships                                                                                   |                 | 9               |                 |                 |                 |                 |                 |                 |                 |                 |
| Egna Spring Trophy                                                                                     |                 |                 |                 |                 |                 |                 |                 | 6               |                 |                 |
| Challenge Cup                                                                                          |                 |                 |                 |                 |                 |                 |                 | 10              |                 |                 |
| Volvo Open Cup                                                                                         |                 |                 |                 |                 |                 |                 |                 | 5               |                 |                 |
| Denkova Stavisky Cup                                                                                   |                 |                 |                 |                 |                 |                 |                 | 11              |                 |                 |
| 28th Winter Universiade                                                                                |                 |                 |                 |                 |                 |                 | 24              |                 |                 |                 |
| Mentor Torun Cup                                                                                       |                 |                 |                 |                 |                 |                 | 14              |                 |                 |                 |
| NRW Trophy                                                                                             |                 |                 |                 |                 |                 |                 | 15              |                 |                 |                 |
| Gardena Springs Trophy                                                                                 |                 | 7               |                 |                 |                 |                 |                 |                 |                 |                 |
| Nationellt                                                                                             |                 |                 |                 |                 |                 |                 |                 |                 |                 |                 |
| Slovakiska mästerskap                                                                                  |                 |                 |                 | 13              |                 | 1               | 2               | 1               | 2               | 1               |
| Svenska mästerskap                                                                                     | 4               | 3               | 4               |                 |                 |                 |                 |                 |                 |                 |
| GP = Grand Prix; JGP = Junior Grand Prix ; CS = Challenger Series; J. = Junior ; WD = Withdraw, avhopp |                 |                 |                 |                 |                 |                 |                 |                 |                 |                 |

### Junior
| Internationellt                    | Internationellt | Internationellt | Internationellt | Internationellt | Internationellt |
| Podujatie                          | 2005 – 06       | 2006 – 07       | 2007 – 08       | 2008 – 09       | 2009 – 10       |
| ---------------------------------- | --------------- | --------------- | --------------- | --------------- | --------------- |
| Nordic Championships               |                 |                 |                 | 2 J.            |                 |
| Stockholm Trophy                   |                 |                 | 2 J.            |                 |                 |
| Nationellt                         |                 |                 |                 |                 |                 |
| Svenska mästerskapen               | 5 J.            | 4 J.            | 5 J.            | 5 J.            |                 |
| J. = Junior; WD = Withdraw, avhopp |                 |                 |                 |                 |                 |